# Mataasnakahoy
Mataas na Kahoy est une municipalité de la province de Batangas.